# Сахибов, Рустам Магеррамович
Рустам Магеррамович Сахибов (28 апреля 1996, Актюбинск, Актюбинская область, Казахстан) — казахстанский футболист, полузащитник.

## Клубная карьера
Воспитанник актюбинского футбола. Футбольную карьеру начинал в 2013 году в составе клуба «Кайсар» в первой лиге. 7 марта 2015 года в матче против клуба «Атырау» дебютировал в казахстанской Премьер-лиге (1:1), выйдя на замену на 85-й минуте вместо Данило Неко. 6 апреля 2022 года в матче против клуба «Арыс» дебютировал в кубке Казахстана (2:1).

## Достижения
«Актобе»
- Бронзовый призёр чемпионата Казахстана: 2015
- Победитель Первой лиги: 2020

## Клубная статистика
| Игровая карьера | Игровая карьера | Игровая карьера | Лига | Лига | Кубок | Кубок | Межд. | Межд. | Др. | Др. |
| --------------- | --------------- | --------------- | ---- | ---- | ----- | ----- | ----- | ----- | --- | --- |
| 2015            | Актобе          | А               | 2    | 0    | —     | —     | —     | —     | —   | —   |
| 2019            | Актобе          | А               | 22   | 0    | —     | —     | —     | —     | —   | —   |
| 2020            | Актобе          | Б               | 5    | 0    | —     | —     | —     | —     | —   | —   |
| 2022            | Актобе Сити     | В               | 10   | 0    | 2     | 0     | —     | —     | —   | —   |